# جبل القوس
سلسلة جبال القوس هي سلسلة جبال في تهامة في ديار قبيلة بلقرن في محافظة العرضيات في منطقة مكة المكرمة في المملكة العربية السعودية، وتمتد من الشمال إلى الجنوب محاذية لجبال السراة، وإلى الشمال منها يقع جبل طنب ويمر بينهما وادي الجوف، وأغلب سكانها من عمارة بلقرن، وتشرف سلسلة الجبال من جنوبيها على بلدة المجاردة من شمالها.